# Weltempfänger (Band)
Weltempfänger war eine deutsche Band, die Mitte der 1990er aktiv war. Das zehnköpfige „Musikensemble“ (so die eigene Bezeichnung) veröffentlichte 1995 sein einziges Album „Hammerschmidt ist raus“.

## Geschichte
Die Gruppe wurde im August 1992 auf Betreiben von Nico (damals Norbert) Walser gegründet, der schon eine Weile als Musiker aktiv gewesen war. Beeinflusst durch das 1991 erschienene erste deutschsprachige Album der Band Element of Crime „Damals hinterm Mond“ veränderte sich der zuerst elektronischer geplante Stil zu einem bunten Mischmasch aus Wave, Pop, Chanson und internationaler Folklore, das die Band selbst als „Skurril-Pop“ bezeichnete. Weitere Einflüsse waren Bands wie Tocotronic, Cpt. Kirk &., Blumfeld, Einstürzende Neubauten, Les Négresses Vertes oder Mano Negra. 1994 belegte die Band bei der allerersten Ausgabe des Bandcontests Local Heroes des Radio-Senders FFN den zweiten Platz. Mehrere TV-Auftritte, bei denen vor allem das ungewöhnliche Instrument Einkaufswagen stets prominent präsentiert wurde, sorgten für bundesweite Aufmerksamkeit. 1995 war die Band als Support bei der „The Hearing and the Sense of Balance“-Tour von Fury in the Slaughterhouse dabei: Mit akustischen Instrumenten spielten sie in der Umbaupause inmitten des Publikums. Aufgrund interner Differenzen löste sich die Band kurz darauf auf.
Ein Mitglied der Gruppe 17 Hippies erwähnte in einem Radio-Interview, dass ein Konzert von Weltempfänger die Gründung ihres eigenen Großensembles inspiriert hat.

## Nach der Auflösung
Nach der Trennung der Ursprungsbesetzung formierten sich zwei Nachfolgebands: Weltempfänger – The Next Generation und Gantenbein. Weltempfänger – The Next Generation mit Haupt-Songschreiber Nico Walser eröffneten 1997 das erste Hurricane Festival  in Scheeßel und begingen, als eine der letzten Aktionen vor der endgültigen Auflösung, im gleichen Jahr noch das fünfjährige Bandjubiläum des Projekts „Weltempfänger“.

## Diskografie
Alben

„Hammerschmidt ist raus“ (1994, SPV)

EPs

„Der Schlaf des Kleptomanen“ (1995)